# Christoph von Eickstedt
Christoph lensbaron von Eickstedt (1684 – 1730) var en dansk officer og godsejer, halvbror til Valentin von Eickstedt.
Han var en yngre søn af en pommersk adelsmand, Alexander Ernst von Eickstedt (1634-1693), og dennes 2. hustru. 
Han var generalmajor og blev ved ægteskab med Juliane Margrethe von Winterfeldt friherre af Baroniet Wintersborg.